# Kutyából szalonna
A Kutyából szalonna a P. Mobil ötödik stúdióalbuma 1998-ból, az első felvételek Rudán Joe-val és Póka Egonnal. Előbbi énekhangja, utóbbi karakteres basszusjátéka és szerzői stílusa, valamint a billentyűs hangszerek elhagyása jelentős hangzásbeli változást eredményeztek (néhány hónappal később Papp Gyula csatlakozott az együtteshez billentyűsként, az album dalait utólagosan hozzáírt orgonaszólamokkal játszotta a koncerteken a kilépéséig).

## Elkészítése
1981-ben Szomjas György elkészítette a Kopaszkutya című filmet, melynek szereplői közt ott volt Schuster Lóránt, Földes László "Hobo", Deák Bill Gyula és Póka Egon is. A film sikere mindvégig magában hordozta a folytatás lehetőségét. Csak a kilencvenes évek közepén került először elő a tényleges megvalósítás, amikor a P. Mobil újra összeállt. A tervezett új album az eredeti elképzelés szerint a film zenéje is lett volna. A „Kutyából szalonna” című film Hobo és Szomjas György ellenállása miatt nem valósult meg, hiába lett kész a forgatókönyv és végeztek próbafelvételeket is. 2011-ben „Kopaszkutya kettő” címen leforgattak ugyan egy filmet, de ez sokkal inkább a Hobo Blues Band búcsúkoncert werkfilmjének volt tekinthető.
A filmben szerepeltetni kívánt zenekar a valóságban is összeállt. 1997-ben ugyanis Schuster kitette a zenekarból Tunyogi Pétert, Kékesi "Bajnok" Lászlót és Zeffer Andrást, részben alkoholproblémák miatt, részben pedig azért, mert saját maguk népszerűsítésére vidéki haknikat vállaltak. Helyettük érkezett a zenekarba Rudán Joe énekes és Póka Egon basszusgitáros. A kilépés kisebb botrányt kavart, az érintettek ugyanis egy újság idő előtt megjelent fényképfelvétele alapján tudták meg, hogy már nem tagjai a zenekarnak, mire válaszul egy másik lap az előző, „Ez az élet, Babolcsai néni!” című lemez hátsó borítóján húzta át X-ekkel a kirúgott zenekari tagok fejét, és tette ezt címlapra. Az új felállás hamar elkezdett dolgozni a soundtracknek szánt lemezen, kiegészülve Deák Bill Gyulával, erre utalva került a borítóra a „Pémobill” együttesnév. A 2009-es újrakiadáson már ismét az együttes neve szerepel, elkerülve a félreértéseket, Schuster szerint ugyanis sokan azt hitték, hogy ez valami paródialemez.
A felvételek befejezése után, de még az album kiadását megelőzően viták támadtak Schuster Lóránt politikai szerepvállalása miatt (a MIÉP színeiben indulva lett önkormányzati képviselőjelölt, majd képviselő). Ennek következtében Póka és Németh Gábor kiléptek, Deák Bill Gyula pedig letiltatta a vele készült felvételeket (bár a két általa énekelt roma dal bónuszként így is felkerült), azokat Rudán Joe újraénekelte. Később a vita egy időre rendeződött, 1999-ben Póka Egon, 2001-ben Németh Gábor visszatért, Deák Bill Gyula pedig vendégszerepelt 1999-ben a Népstadionbeli koncerten, az album 2009-es kiadására pedig a másik két általa énekelt dal is felkerülhetett.
A lemez borítóját Viszt György alkotta meg, amelyen egy hentesüzletekben is látható, 12 darabra szétválasztott kutya látható. Schuster Lóránt egyfajta gegként tervezte azt is, hogy az albumot hentesüzletekben is kapni lehessen, de utóbb erre nem került sor.

## A dalokról
A nyitódal, a „Kutyából szalonna” eredetileg duettnek készült, Rudán Joe és Deák Bill Gyula énekelték volna közösen, mint a film betétdalát. A második szám, „A hülyeség napja” utalásokat tartalmaz Schuster Lóránt ellenérzésére a Friderikusz Show-val szemben, céloz az akkoriban kitört Postabank-botrányra, és "A függetlenség napja" című filmre és az Amerika-imádatra is. A „Dől a lé” politikai töltetű és alkoholfogyasztással kapcsolatos szövegeket tartalmaz. A „Babba Mária” a gyimesi Babba (Szép) Szűz Mária kapcsán született, melynek szövege kisebb botrányt kavart, amikor félreértelmezték a Magyar Katolikus Rádióban közvetített egyik istentiszteleten, pogánynak gondolva azt. A dalban Póka Egon különleges effektet használt a basszusszólója során, melynek vége a Székely himnusz dallamába megy át. A „Ne állj mögém!” egy régi Gesarol-szám átirata, a napestig tartó kilátástalan munkarobotról szól, valamint Schuster véleményét fejezte ki a szövegben a homoszexuálisokkal szemben is. A „Visszajövök” egy kettősséget tartalmazó szám, dalszövege is kétféleképpen értelmezhető: szerelemről és háborúról is – lényege, hogy mindannyian a Földön egy nagy isteni egész részei vagyunk. Az „Adj király katonát” egy régi gyerekjáték megzenésített verziója. A „Ne engedd elmenni a mamát” a másik, Deák Bill Gyula által letiltott szám, demója 2009-ben került fel az új kiadásra, egyébként Rudán Joe énekelte fel. A dal a karácsonykor egyedül maradt, magányos emberekről szól, és benne van Póka Egon és Schuster Lóránt vesztesége is, ugyanis mindketten ekkortájt vesztették el egyik szerettüket. Különlegessége még, hogy Póka Egon ebben a számban akusztikus gitáron játszik. A „Drága Arankám” az „Asszonyt akarok” és a „Szívpörkölt” folytatása, Zeffer Andrásról szól, illetve egy férfi-női kapcsolatról. Címét az egyik P. Mobil-technikus szavajárása adta. A „Most is azt érzem” egy visszatekintés az elmúlt harminc évre, hogy az akkoriban indult zenészgeneráció hová jutott.
Két bónuszdal került fel a lemezre, amik stílusukban is teljesen elütnek a többitől. Ezeket Deák Bill Gyula nem tiltatta le, és még a filmhez készültek volna, ahol Bill egy kőbányai romazenekar énekese lett volna, és onnan hozták volna el őt a zenekar élére. Mindkét számot a Star zenekar szerezte, ahol Bill is énekelt, Sárközi Pál és Dobor Dezső pedig, akik szintén a zenekar tagjai voltak, ebben a változatban is játszanak.

## Kiadásai
- 1998 CD, MC
- 2009 CD, további bónuszokkal

## Dallista
1. Kutyából szalonna
2. A hülyeség napja
3. Dől a lé
4. Babba Mária
5. Ne állj mögém
6. Visszajövök
7. Adj király katonát
8. Ne engedd elmenni a mamát
9. Drága Arankám
10. Most is azt érzem

### Bónusz
A két roma dalt a tervezett filmben Deák Bill Gyula egy lagziban énekelte volna, ahol a Schuster által alakított „főnök” rátalál és rábeszéli arra, hogy hagyja abba a lakodalmas zenélést és csatlakozzon az új zenekarához.
1. Baró roma csaj (ének: Deák Bill Gyula)
2. Csóró roma csávó (ének: Deák Bill Gyula)

A 2009-es kiadásra a roma dalokon kívül felkerülhetett két dal demója, amiket 1997-ben Deák Bill letiltatott.
1. Ne engedd elmenni a mamát (ének: Deák Bill Gyula)
2. Kutyából szalonna (ének: Deák Bill Gyula, Rudán)

## Közreműködtek
- Németh Gábor – dob, ütőhangszerek
- Póka Egon – basszusgitár, vokál
- Rudán Joe – ének
- Sárvári Vilmos – gitár, vokál
- Schuster Lóránt – zenekarvezető, szövegíró, vokál

### A bónuszdalokban
- Deák Bill Gyula – ének
- Sárközi Pál – gitár
- ifj. Dobor Dezső – dob, ütőhangszerek